# Удружени злочиначки подухват
Удружени злочиначки подухват (енгл. Joint Criminal Enterprise) је правна доктрина која се користи у оптужбама Међународног кривичног суда за бившу Југославију политичким и војним елитама, за ратне злочине почињене током југословенских ратова 1991-1995.

## Оптужбе српским вођама
Тужилаштво сматра да је заједнички злочиначки подухват српске политичке елите био на делу између 1. августа 1991. и краја децембра 1995. године. У оптужбама српским вођама за заједнички злочиначки подухват, помиње се геноцид и стварање Велике Србије. Према наводима суда, у заједнички злочиначки подухват су били укључени: 
- Слободан Милошевић — преминуо у току суђења
- Војислав Шешељ — ослобођен
- Вељко Кадијевић — није подигнута оптужница
- Благоје Аџић — није подигнута оптужница
- Ратко Младић — осуђен на доживотну робију
- Радмило Богдановић — није подигнута оптужница
- Јовица Станишић — ослобођен
- Франко Симатовић „Френки“ — ослобођен
- Радован Стојичић „Баџа“ — није подигнута оптужница
- Милан Мартић — осуђен на 35 година
- Горан Хаџић — преминуо након привременог пуштања на слободу због здравствених проблема
- Милан Бабић — признао кривицу и осуђен на 14 година
- Радован Караџић — осуђен на доживотну робију
- Момчило Крајишник — осуђен на 27 година
- Биљана Плавшић — признала кривицу и осуђена на 11 година
- Жељко Ражнатовић „Аркан“ — није му суђено

и друге политичке фигуре из Србије, Црне Горе, као и вође Срба из Босне и Херцеговине и Хрватске.
Саучесништво у заједничком злочиначком подухвату укључује и „српске снаге“, под којима се подразумева Југословенска народна армија (ЈНА), касније Војска Југославије (ВЈ), новоформирана српска територијална одбрана БиХ и Хрватске, Војска Републике Српске Крајине, Војска Републике Српске, територијална одбрана Србије и Црне Горе, полиција Србије и Републике Српске, укључујући и државну безбедност, специјалне полицијске снаге Крајине, познате као „Мартићевци“, као и све српске паравојне формације и добровољачке јединице.

## Оптужбе хрватским вођама
Хашки суд је 15. априла 2011. године прогласио кривим и осудио на казне затвора генерале Хрватске војске Анту Готовину на 24 и Младена Маркача на 18 година затвора. Осуђени су за суделовање у удруженом злочиначком подухвату који је укључио операције Олуја и Бљесак, а којег је предводио Фрањо Туђман, а чији је циљ био да током и након „Олује“ присилно и трајно уклоне српско становништво из Крајине. Хашки суд их је прогласио кривим за кривична дела прогона, депортације, пљачке, разарања, убиства, нечовечна дела и окрутно поступање, а ослободио их је одговорности за присилно премештање становништва.
Осим њих Међународни суд правде суди за удружени злочиначки подухват и друге хрватске политичаре и генерале који су учинили злочин против човечности над недужним српским становништвом, тако да се члановима овог удруженог злочиначког подухвата сматрају:
- Фрањо Туђман — обележен као припадник УЗП у пресуди Прлићу и осталима[4]
- Анте Готовина — осуђен па у жалбеном поступку ослобођен
- Младен Маркач — осуђен па у жалбеном поступку ослобођен
- Гојко Шушак — обележен као припадник УЗП у пресуди Прлићу и осталима
- Анто Фурунџија — осуђен на 10 година
- Винко Мартиновић — осуђен на 18 година
- Владимир Шантић — осуђен на 18 година
- Влатко Купрескић — ослобођен
- Дарио Кордић — осуђен на 25 година
- Драган Папић — ослобођен
- Драго Јосиповић — осуђен на 12 година
- Здравко Муцић — осуђен на 9 година
- Зоран Купрешкић — ослобођен
- Иван Чермак — ослобођен
- Ивица Рајић — признао кривицу и осуђен на 12 година
- Јадранко Прлић — осуђен на 25 година[5]
- Бруно Стојић — осуђен на 20 година
- Миливој Петковић — осуђен на 20 година
- Валентин Ћорић — осуђен на 20 година
- Берислав Пушић — осуђен на 16 година
- Јанко Бобетко — обележен као припадник УЗП у пресуди Прлићу и осталима
- Марио Черкез — осуђен на 4 године
- Мате Бобан — обележен као припадник УЗП у пресуди Прлићу и осталима
- Мирјан Купрешкић — ослобођен
- Мирко Норац — осуђен на 12 година
- Мирослав Брало — осуђен на 20 година
- Младен Налетилић — осуђен на 20 година
- Слободан Праљак — осуђен на 20 година
- Тихомир Блашкић — осуђен на 45 година, затим у жалбеном поступку смањено на 9

и многе друге политичке фигуре из Хрватске, као и вође хрватских паравојних формација у Босни и Херцеговини.